# Sephena tricolor
Sephena tricolor är en insektsart som beskrevs av Schmidt 1904. Sephena tricolor ingår i släktet Sephena och familjen Flatidae. Inga underarter finns listade i Catalogue of Life.